# Kabinett Ford
Gerald Ford war der einzige Präsident der Vereinigten Staaten, der niemals durch vom Volk bestimmte Wahlmänner gewählt wurde. Er kam durch den Rücktritt seines Vorgängers Richard Nixon (siehe Watergate-Affäre) ins Amt. 

Gerald Ford, 38. Präsident der Vereinigten Staaten

Ford war 1973 auf Grundlage des 25. Verfassungszusatzes zum Vizepräsidenten vom Kongress  gewählt und anschließend von Nixon ernannt worden, da der bisherige Amtsinhaber Spiro Agnew im Oktober 1973 zurücktrat. Auf dieser Grundlage wurde im Dezember 1974 auch Fords Vizepräsident Nelson Rockefeller gewählt. Im November 1976 stellte sich Ford zur Wiederwahl, unterlag aber (relativ knapp) dem Demokraten Jimmy Carter.
Während seiner vergleichsweise kurzen Amtsdauer gab es zahlreiche Personalwechsel in seinem Kabinett. Dies lag daran, dass Ford sämtliche Minister seines Vorgängers übernahm, von denen dann aber nur Außenminister Henry Kissinger und Finanzminister William E. Simon bis 1977 im Amt blieben. Weiterhin blieb auch der Leiter der Environmental Protection Agency, Russell E. Train, bis 1977 im Amt.

## Mehrheit im Kongress
| Präsident                         | Präsident       | Kongress | Haus   | Haus    | Senat | Senat  | Gesamt | Gesamt             |
| --------------------------------- | --------------- | -------- | ------ | ------- | ----- | ------ | ------ | ------------------ |
|                                   | Gerald Ford (R) | 93.      |        | 192/435 |       | 42/100 |        | Divided government |
| 94.                               | Gerald Ford (R) | 144/435  | 38/100 |         |       |        |        | Divided government |
| Quelle: Repräsentantenhaus, Senat |                 |          |        |         |       |        |        |                    |

## Das Kabinett
| Ressort / Amt                                                          | Amtsinhaber                 | Partei | Partei           | Zeitraum  | Bild |
| ---------------------------------------------------------------------- | --------------------------- | ------ | ---------------- | --------- | ---- |
| Präsident der Vereinigten Staaten                                      | Gerald Rudolph Ford         |        | Republikaner (R) | 1974–1977 |      |
| Vizepräsident der Vereinigten Staaten                                  | vakant                      |        |                  | 1974      |      |
| Vizepräsident der Vereinigten Staaten                                  | Nelson Aldrich Rockefeller  |        | R                | 1974–1977 |      |
| Ministerämter                                                          |                             |        |                  |           |      |
| Außenminister der Vereinigten Staaten                                  | Henry Alfred Kissinger      |        | R                | 1974–1977 |      |
| Finanzminister der Vereinigten Staaten                                 | William Edward Simon        |        | R                | 1974–1977 |      |
| Verteidigungsminister der Vereinigten Staaten                          | James Rodney Schlesinger    |        | R                | 1974–1975 |      |
| Verteidigungsminister der Vereinigten Staaten                          | Donald Henry Rumsfeld       |        | R                | 1975–1977 |      |
| Justizminister der Vereinigten Staaten                                 | William Bart Saxbe          |        | R                | 1974–1975 |      |
| Justizminister der Vereinigten Staaten                                 | Edward Hirsch Levi          |        | R                | 1975–1977 |      |
| Innenminister der Vereinigten Staaten                                  | Rogers Clark Ballard Morton |        | R                | 1974–1975 |      |
| Innenminister der Vereinigten Staaten                                  | Stanley Knapp Hathaway      |        | R                | 1975      |      |
| Innenminister der Vereinigten Staaten                                  | Thomas Savig Kleppe         |        | R                | 1975–1977 |      |
| Landwirtschaftsminister der Vereinigten Staaten                        | Earl Lauer Butz             |        | R                | 1974–1976 |      |
| Landwirtschaftsminister der Vereinigten Staaten                        | John Albert Knebel          |        | R                | 1976–1977 |      |
| Handelsminister der Vereinigten Staaten                                | Frederick Baily Dent        |        | R                | 1974–1975 |      |
| Handelsminister der Vereinigten Staaten                                | Rogers Clark Ballard Morton |        | R                | 1975–1976 |      |
| Handelsminister der Vereinigten Staaten                                | Elliot Lee Richardson       |        | R                | 1976–1977 |      |
| Arbeitsminister der Vereinigten Staaten                                | Peter Joseph Brennan        |        | R                | 1974–1975 |      |
| Arbeitsminister der Vereinigten Staaten                                | John Thomas Dunlop          |        | R                | 1975–1976 |      |
| Arbeitsminister der Vereinigten Staaten                                | Willie Julian Usery         |        | R                | 1976–1977 |      |
| Gesundheits-, Bildungs- und Wohlfahrtsminister der Vereinigten Staaten | Caspar Willard Weinberger   |        | R                | 1974–1975 |      |
| Gesundheits-, Bildungs- und Wohlfahrtsminister der Vereinigten Staaten | Forrest David Mathews       |        | Parteilos        | 1975–1977 |      |
| Bauminister der Vereinigten Staaten                                    | James Thomas Lynn           |        | R                | 1974–1975 |      |
| Bauminister der Vereinigten Staaten                                    | Carla Anderson Hills        |        | R                | 1975–1977 |      |
| Verkehrsminister der Vereinigten Staaten                               | Claude Stout Brinegar       |        | R                | 1974–1975 |      |
| Verkehrsminister der Vereinigten Staaten                               | William Thaddeus Coleman    |        | R                | 1975–1977 |      |
| Andere Mitglieder im Kabinettsrang                                     |                             |        |                  |           |      |
| Stabschef des Weißen Hauses                                            | Donald Henry Rumsfeld       |        | R                | 1974–1975 |      |
| Stabschef des Weißen Hauses                                            | Richard Bruce Cheney        |        | R                | 1975–1977 |      |
| Leiter der Environmental Protection Agency                             | Russell Errol Train         |        | R                | 1974–1977 |      |
| Direktor des Office of Management and Budget                           | Roy L. Ash                  |        | R                | 1974–1975 |      |
| Direktor des Office of Management and Budget                           | James Thomas Lynn           |        | R                | 1975–1977 |      |